# Sicke Clant
Sicke Clant of Sicco Clant (geboren circa 1525 – overleden Augsbuurt (mogelijk), na 1581) was een Nederlands bestuurder.

## Biografie
Clant was een zoon van Claes Clant en Anna Harckema. Sicke was een telg uit de familie Clant. Zijn vader Claes was grietman van Kollumerland en Nieuwkruisland en zijn broer Harmen was substituut-grietman over deze grietenij. In 1572 kwam Sicke voor als adelborst in een vendel onder hopman en grietman Sierck van Donia.
Op 16 april 1578 werd Clant aangesteld als grietman over Kollumerland en Nieuwkruisland. Hoewel zijn vader de eerste grietman was over beide jurisdicties zou pas rond de aanstelling van Sicke de administratie van beide ambten volledig samengevoegd worden. Op 20 augustus 1578 kondigde Clant de religievrede af in Kollumerland en Nieuwkruisland, hetgeen vrijheid van godsdienst betekende voor zowel hervormden als katholieken. Aanvankelijk was Clant zelf dijkgraaf over Nieuwkruisland, maar in september 1578 stelde hij Sjoerd van Saeckma aan op deze post. Ten tijde van zijn grietmanschap was Frans Huyghis grietenijsecretaris. Deze Huyghis was getrouwd met Geel van Bootsma, een zus van Clants opvolger als grietman Epe van Bootsma. 
Sicke bewoonde de Clantstate, eertijds eigendom van de familie Harckema. Sicke en de andere kinderen van Claes Clant waren in 1572 genoodzaakt de state omwille van schulden te verkopen. De state bleef in de familie en werd verkocht aan Schelte van Scheltema en Ursel Harckema, de oom en tante van Sicke Clant. In 1581 komen Sicke en zijn vrouw, Emerentia Wijfferinge, voor wanneer ze achterstallige huur verschuldigd zijn aan Van Scheltema.

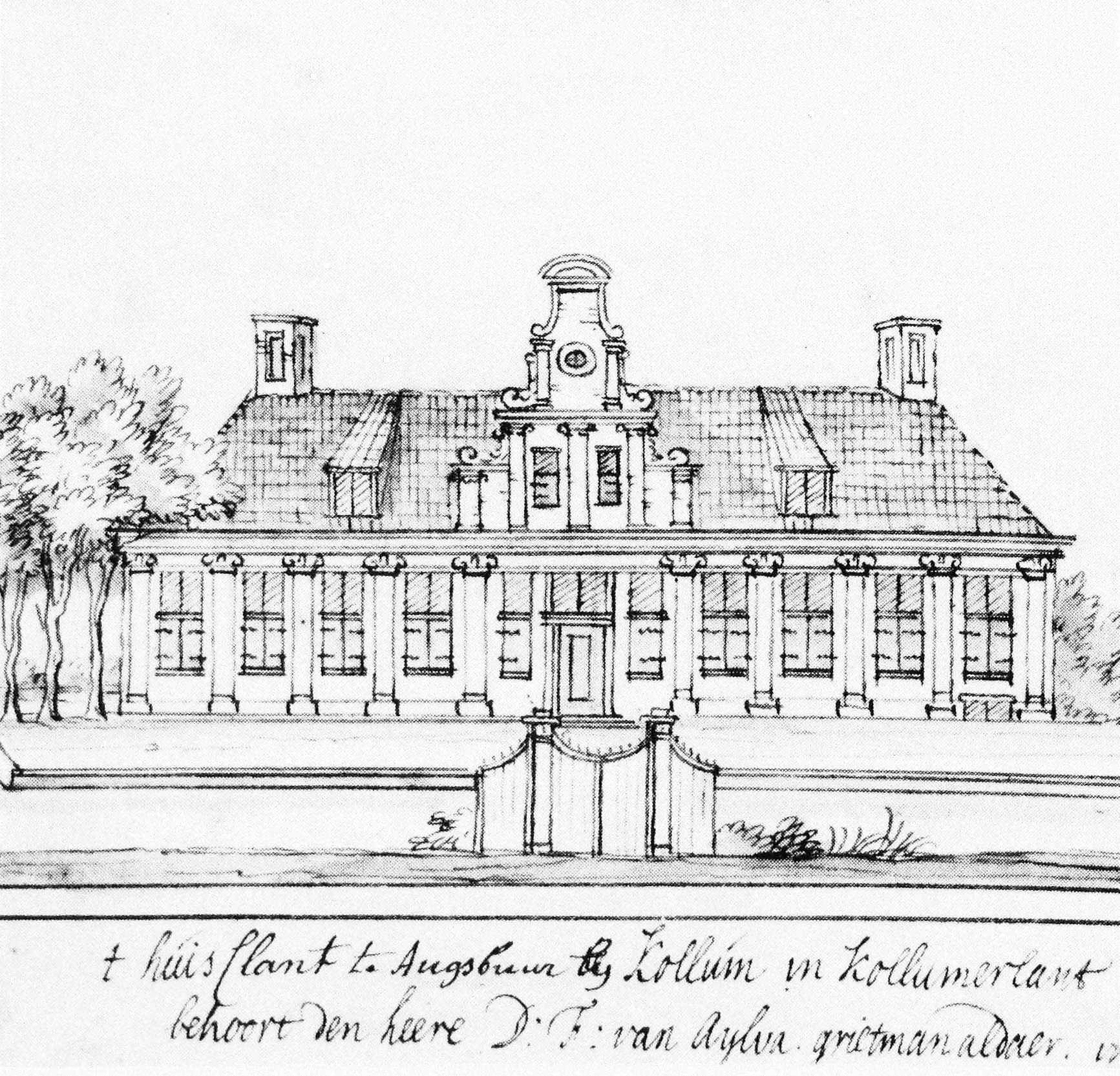
De Clantstate op een tekening van Jacobus Stellingwerff uit 1723.